# Stegastes acapulcoensis
Stegastes acapulcoensis, thường được gọi là cá thia Acapulco, là một loài cá biển thuộc chi Stegastes trong họ Cá thia. Loài này được mô tả lần đầu tiên vào năm 1944.

## Phân bố và môi trường sống
S. acapulcoensis là loài đặc hữu của vùng biển phía đông Thái Bình Dương, và được tìm thấy từ trung tâm vịnh California đến Peru, bao gồm các quần đảo Revillagigedo, quần đảo Galapagos, đảo Cocos và đảo Malpelo. S. acapulcoensis thường sống xung quanh các rạn san hô và những bãi đá ngầm ở độ sâu khoảng 2 – 16 m; cá con thường xuất hiện ở những hồ thủy triều.

## Mô tả
S. acapulcoensis trưởng thành dài khoảng 17 cm và có thể sống hơn 30 năm. Toàn thân của S. acapulcoensis có màu nâu, nhạt hơn ở đầu và phần thân trước. Đa số các vảy đều có viền đen. Đầu mút của vây ngực có màu trắng, nách vây ngực cũng có một dỉa màu trắng. Cá con có màu xanh lam và một số đốm đen trên vây ngực.
Số ngạnh ở vây lưng: 12; Số vây tia mềm ở vây lưng: 15 - 16; Số ngạnh ở vây hậu môn: 2; Số vây tia mềm ở vây hậu môn: 13; Số vây tia mềm ở vây ngực: 21 - 22.
Thức ăn của S. acapulcoensis chủ yếu là rong tảo. S. acapulcoensis sinh sản theo cặp, trứng bám vào đáy biển và được bảo vệ bởi cá đực. Vì cùng sống chung môi trường với loài Stegastes arcifrons nên chúng thường tạo ra các giống lai.